# 美咲美優
美咲美優（日语：美咲みゆ，1988年10月1日—），日本前AV女優、非裸情色偶像。所屬事務所是サーカスエンターテイメントに。

## 個人資料
- 出身於千葉縣

- 身高160cm

- 三圍是B82cm（D罩杯）、W58cm、H84cm

- 血型是B型

- 興趣是手工藝和製作糕點

## 經歷
2008年6月從ディープス在AV界出道。2009年4月轉移到Premium的專屬身分。2011年3月轉移到SOD ACE，10月回到Premium。
2012年2月宣布引退。
剛開始髮型以妹妹頭出道，之後開始留長髮。因為有潮吹體質而廣受歡迎。

## 相關項目
- 東京都出身人物一覽

## 外部連結
- 美咲美優的X（前Twitter）